# Hans Heinrich Berg
Hans Heinrich Berg (* 18. November 1889 in Itzehoe; † 16. Dezember 1968 in Hamburg) war ein deutscher Internist und Gastroenterologe.

## Berufliche Ausbildung und Tätigkeit
Er studierte Medizin in Freiburg, Edinburgh und München, wo er 1913 das Staatsexamen ablegte. Die ärztliche Weiterbildung erfolgte ab 1914 im Städtischen Krankenhaus Altona bei Gustav von Bergmann. Im Ersten Weltkrieg diente er als Truppenarzt. Anschließend ging er erneut zu von Bergmann, der inzwischen in Marburg tätig war, und mit diesem 1920 nach Frankfurt/Main. Seit 1921 Leiter der Röntgenabteilung, seit 1925 Oberarzt der Klinik, habilitierte er sich dort 1926 im Fach Innere Medizin. Er ging 1927 als Oberarzt an die 2. Medizinische Klinik der Charite in Berlin, und 1931 als Chefarzt der Städtischen Krankenanstalten Dortmund nach Dortmund, von wo er 1935 zum Ordinarius für Innere Medizin an die Universität Hamburg berufen wurde und auf den Posten des Direktors der 1. Medizinischen Klinik des Universitätskrankenhauses Eppendorf. Emeritiert wurde er 1960.
Berg forschte wegweisend zur Röntgendiagnostik des Magendarmtraktes. Er erhielt 1958 als einer der wenigen Deutschen nach Adolf Kußmaul, Wilhelm von Leube, Carl Anton Ewald, Ismar Boas und Bernhard Naunyn die Ehrenmitgliedschaft der American Gastroenterological Association.
Von 1935 bis 1945 war er Vorsitzender des Kuratoriums der Dr.-Martini-Stiftung in Hamburg, die den Martinipreis für medizinische Forschungsarbeiten vergab (1944 Kriegsmartini-Preis). Er war nicht in der NSDAP, aber von 1933 bis 1938 förderndes Mitglied der SS. Nach 1945 soll er die Barbarei des NS-Regimes und ihre Rückwirkungen im akademischen Sektor zu bagatellisieren gesucht haben.

### Geheimes Gutachten vom  4. März 1944
Im Zweiten Weltkrieg war Berg Oberfeldarzt der Reserve und beratender Internist beim stellvertretenden General-Kommando des Wehrkreises X (beratende Internisten anderer Wehrkreiskommandos waren Hans Wilhelm Bansi, Hans Eppinger, Erich Grafe, Ferdinand Hoff, Gerhardt Katsch, Heinz Kalk, Helmuth Reinwein, Richard Siebeck und Franz Volhard). Als solcher zuständig für Bremen, wurde er direkt von Dr. Fölsch mit Schreiben vom 18. Februar 1944 (vermutlich induziert durch Beschwerden des Lagerarztes Dr. Heidbreder mit Schreiben vom 26. Januar 1944) angefordert, die katastrophale Lage bezüglich Ernährung und Gesundheit der KZ-Häftlinge und Kriegsgefangenen auf der Baustelle des U-Boot-Bunkers Valentin in Bremen-Farge zu beurteilen. Er inspizierte die Häftlings- und Gefangenenlager am 2. März 1944 zusammen mit seinem Oberarzt Dr. Heinrich Johannes Berning (1908–1994) und empfahl am 4. März 1944 dringende Maßnahmen (eiweiß- und kalorienreichere Kost „Truppenkost“ und Röntgenreihenuntersuchungen/Reihenschirmbilduntersuchung auf Tuberkulose), deren Umsetzung das Leid der Gefangenen verringert und ihre Fähigkeit zum Überleben und Arbeiten erhöht hätte.

## Publikationen
- Heinrich Berg, Röntgenuntersuchungen am Innenrelief des Verdauungskanals. Ein Beitrag zur klinischen Röntgendiagnostik insbesondere von Entzündung, Geschwür und Krebs. Leipzig 1930.